# Патон, Уильям Роджер
Уильям Роджер Па́тон (точнее Пэйтон, англ. William Roger Paton, часто англ. W. R. Paton; 9 февраля 1857, Абердин — 21 апреля 1921, Вафи, остров Самос) — британский филолог-классик, переводчик и журналист.
Окончил Оксфордский университет. В 1885 году, путешествуя по Греции, влюбился в 16-летнюю гречанку, дочь бургомистра острова Калимнос, женился на ней и остался в Греции навсегда. В разные годы жил на островах Лесбос, Хиос, Самос, а также на малоазийском полуострове Бодрум в греческом посёлке Мюндос (ныне Гюмюшлюк). Размещал корреспонденции на греческие темы в различных британских журналах.
Основные труды Патона — полный прозаический перевод Палатинской антологии, вышедший в Лондоне в 1915—1918 гг., и перевод «Истории» Полибия (шесть томов изданы в 1922—1927 гг.).